# 249521 Truth
249521 Truth este un asteroid din centura principală de asteroizi.

## Descriere
249521 Truth este un asteroid din centura principală de asteroizi. A fost descoperit pe 6 februarie 2010 în Statele Unite, în cadrul programului WISE. Asteroidul prezintă o orbită caracterizată de o semiaxă mare de 2,61 ua, o excentricitate de 0,31 și o înclinație de 27,8° în raport cu ecliptica.